# Michelangelo Bernasconi
Michelangelo Renzo Carlo Bernasconi (* 17. September 1901 in Como; † 21. März 1943 bei Najura in Französisch-Nordafrika) war ein italienischer Ruderer.

## Werdegang
Michelangelo Bernasconi bei den Europameisterschaften 1920 in Mâcon die Bronzemedaille im Einer. Zusammen mit Alessandro de Col konnte er in der Folgezeit mehrere Medaillen im Doppelzweier gewinnen. Die erste war eine silberne bei den Europameisterschaften 1926. Ein Jahr später wiederholte das Duo bei den Europameisterschaften in Como diesen Erfolg. Zudem wurde Bernasconi Europameister im Einer. Bei den Olympischen Sommerspielen 1928 in Amsterdam schied er im Hoffnungslauf der 2. Runde in der Einer-Regatta aus. Auch in den Jahren 1929 und 1930 gewannen Bernasconi und de Col Silber im Doppelzweier. Seine letzte internationale Medaille – Bronze – holte er an der Seite von Enrico Mariani im Doppelzweier bei den Europameisterschaften 1931.
Während des Zweiten Weltkrieges kämpfte Michelangelo Bernasconi als Bersaglieri in Nordafrika. Er fiel während der Schlacht um die Mareth-Linie am 21. März 1943 bei Najura im heutigen Tunesien.